# 秘魯草地鷚
秘魯草地鷚（學名：Sturnella bellicosa）是草地鷚屬的一種鳥，發現於智利、厄瓜多爾和秘魯的海拔1,000（3,300英尺）以上的乾旱灌木地帶。體長約為20（7.9英寸），主要以昆蟲為食，但也吃植物種子。